# Visconde dos Lagos
Visconde dos Lagos é um título nobiliárquico criado por D. Carlos I de Portugal, por Decreto de 4 de Abril de 1891, em favor de José Luís Ferreira Rodrigues, Jr.
Titulares
1. José Luís Ferreira Rodrigues, Jr., 1.º Visconde dos Lagos.